# カーティス・ハンソン
カーティス・ハンソン（Curtis Hanson、1945年3月24日 - 2016年9月20日）は、アメリカ合衆国の映画監督、脚本家である。『L.A.コンフィデンシャル』や『ワンダー・ボーイズ』を監督したことで知られている。

## 経歴
1945年3月24日、ネバダ州リノに生まれる。2000年、『ワンダー・ボーイズ』を監督する。2002年には、エミネム主演の『8 Mile』を監督した。
2016年9月20日、ロサンゼルスのハリウッドヒルズの自宅で意識不明の状態で発見されたが、その後死去。71歳没。

## フィルモグラフィー

### 映画
- H・P・ラヴクラフトのダンウィッチの怪 The Dunwich Horror（1970年）脚本
- ミッドナイト・ランブラー Sweet Kill（1973年）監督・脚本・製作
- サイレント・パートナー The Silent Partner（1978年）脚本
- リトル・ドラゴン The Little Dragons（1979年）監督・製作
- ホワイト・ドッグ White Dog（1982年）脚本
- 爆笑!?恋のABC体験 Losin' It（1983年）監督
- ネバー・クライ・ウルフ Never Cry Wolf（1983年）脚本
- 窓・ベッドルームの女 The Bedroom Window（1987年）監督・脚本
- バッド・インフルエンス/悪影響 Bad Influence（1991年）監督
- ゆりかごを揺らす手 The Hand That Rocks the Cradle（1992年）監督
- 激流 The River Wild（1994年）監督
- L.A.コンフィデンシャル L.A. Confidential（1997年）監督・脚本・製作
- ワンダー・ボーイズ Wonder Boys（2000年）監督・製作
- 8 Mile 8 Mile（2002年）監督・製作
- アダプテーション Adaptation.（2002年）出演
- イン・ハー・シューズ In Her Shoes（2005年）監督・製作
- ラッキー・ユー Lucky You（2007年）監督・脚本・製作
- ビッグ・ボーイズ しあわせの鳥を探して The Big Year（2011年）製作
- マーヴェリックス/波に魅せられた男たち Chasing Mavericks（2012年）監督・製作

## 受賞
- 1998年 - 第70回アカデミー賞 - 脚色賞（『L.A.コンフィデンシャル』）[7]